# Hitman: Codename 47
Hitman: Codename 47 är det första spelet som handlar om yrkesmördaren Agent 47. Det är utvecklat av IO Interactive och släpptes i november 2000 enbart till Windows.

## Handling
Spelet inleds i rum på ett mentalsjukhus i Rumänien där 47 vaknas av en röst som sen ger order till 47 för att komma ut, ett år jobbar 47 som yrkesmördare för International Contract Agency. Agent 47 skickas till olika platser för att döda maffia- och terroristledare världen över.
Hans fyra måltavlor är följande:
- Lee Hong, ledare över Red Dragon Triad i Hongkong.
- Pablo Belisario Ochoa, en colombiansk narkotika-smugglare baserad på Tony Montana från filmen Scarface.
- Franz Fuchs, en österrikisk terrorist.
- Arkadij Jegorov, även känd som Boris Ivanovich Duruska, en vapensmugglare.

47s sista uppdrag utspelas på mentalsjukhus där hans måltavla heter doktor Odon Kovacks, när han träffar läkaren visas det sig vara en fälla och en polispatrull stormar byggnaden. Agent 47 lyckas hitta en hemlig ingång som leder tillbaka till samma plats han kom från och får höra rösten som också avslöjar att för 47 att han är klonad människa som möter en armé av honom. 47 lyckas döda alla och till sist mannen med rösten, han visas vara en av forskare som arbetade med kloning och heter doktor Otto Wolfgang Ort-Meyer.

## Mottagande
Urval av mediers betyg:
- IGN - 7.5/10 [1]
- Gamespot - 5.2/10 [2]

## Soundtrack
Huvudartikel: Hitman: Codename 47 / Hitman 2: Silent Assassin